# Fritz Wildung
Fritz (Friedrich Wilhelm) Wildung (* 19. Dezember 1872 in Tewel; † 23. September 1954 in Berlin) war ein deutscher Politiker und Sportfunktionär. Er war der Vater der späteren Bundestagspräsidentin Annemarie Renger.

## Leben
Wildung stammte aus Tewel in der Lüneburger Heide. Er besuchte die dortige Dorfschule und verdiente sein erstes Geld im Alter von acht Jahren mit dem Hüten von Schafen. Nach der Schule absolvierte er eine Tischlerlehre in Soltau.
Zur Jahrhundertwende ging Wildung nach Berlin. Dort gehörte er zu den Mitbegründern des Turnvereins TV Fichte Berlin und schloss sich einer Gewerkschaft an. Ab 1893 besuchte er in Berlin die Abendkurse der Arbeiterbildungsschule, deren 2. Vorsitzender er wurde. Im Jahre 1907 übernahm er die Funktion des leitenden Redakteurs der Arbeiter-Turnzeitung, dem Bundesorgan des ATB in Leipzig. Dieses Amt bekleidete er bis 1922. Sein Artikel Aufforderung zum Ungehorsam im Vorwärts, mit dem er sich gegen das Reichsvereinsgesetz wandte, führte zur Anklage gegen ihn, die jedoch mit einem Freispruch vor dem Reichsgericht endete.
Von 1920 bis 1923 war er Leiter des ersten Stadtamtes für Leibesübungen in Leipzig. 1924 siedelte die Familie wieder nach Berlin über, da Fritz Wildung das Amt des Generalsekretärs der Zentralkommission für Sport und Körperpflege übernommen hatte.
Nach der „Machtergreifung“ durch die Nationalsozialisten wurde Wildung mehrfach verhaftet und verhört. Später stand er unter polizeilicher Meldepflicht. Nach der Auflösung der Zentralkommission wurde Wildung arbeitslos und verlor sämtliche Funktionen im Arbeitersport sowie in der Politik. Im weiteren Verlauf wurde ihm von Seiten der Nazis eine Stelle im Referat „Sport“ angeboten. Diese lehnte er jedoch ab, obwohl dies gravierende negative Auswirkungen auf die ökonomische Situation seiner Familie hatte, die später alleine von Arbeitslosenunterstützung leben musste.
Nach 1945 zog er in seine alte Heimat nach Soltau. Wildung war in den folgenden Jahren maßgeblich am Aufbau des Sports beteiligt. 1946 wurde er bei der Wiedergründung der SPD in Hannover im Alter von 74 Jahren Sportreferent der SPD und war seit 1949 Mitglied des Nationalen Olympischen Komitees. Später wurde er zum Ehrenmitglied des NOK sowie des DFB ernannt. Fritz Wildung verstarb am 23. September 1954 in Berlin.
Seit Mitte der 1920er Jahre hatte sich trotz der unterschiedlichen politischen Grundorientierungen eine freundschaftliche Beziehung zwischen Wildung und Carl Diem entwickelt, die auch die gesamte NS-Zeit weiterbestand.
Verheiratet war er mit Martha Wildung (* 1881). Beide hatten sieben Kinder, darunter Annemarie Renger, Präsidentin des Deutschen Bundestages. Drei Söhne starben im Zweiten Weltkrieg.

## Würdigung
Wildung war überzeugter Sozialdemokrat und Republikaner. Laut Aussagen seiner Tochter, Annemarie Renger, habe es Wildung stets in die „große Politik“ gezogen und weniger zum Sport. Dennoch ist er seinen Aufgaben im deutschen Arbeitersport treu geblieben, „weil der davon überzeugt war, mit dieser „Körperkultur“ könne man gesellschaftspolitisch und geistig-politisch den breiten Schichten der arbeitenden Bevölkerung zu Selbstbewusstsein und aktiver politischer Teilhabe verhelfen.“ Auf Wildungs Initiative erfolgte im Jahre 1926 die Einrichtung eines Reichstagsausschusses zur Förderung der Leibesübungen.
Ehrungen
- Seit 1980 verleiht der Deutsche Sportbund die Fritz-Wildung-Plakette. Sie zeichnet damit Vereine oder Verbände aus, die ein vorbildliches Modell der sozialen Hilfe im oder durch Sport aufgebaut hat. Zudem erhält der Verein eine Prämie von 2500 Euro.[3]
- 1968 wurde anlässlich seines 90. Geburtstages der Lochowdamm an den Sportanlagen in Berlin-Wilmersdorf in Fritz-Wildung-Straße umbenannt.[4]
- Die Fritz-Wildung-Straße in Bremen-Vegesack wurde nach ihm benannt.
- 2016 aufgenommen in das Ehrenportal des Niedersächsischen Instituts für Sportgeschichte.

## Werke
Wildung war Verfasser des ersten zusammenfassenden Publikation über den Arbeitersport (1929), die 1931 auch in einer Ausgabe in der Buchgemeinschaft Der Bücherkreis erschien. Das Buch Arbeitersport wurde 1933 verboten.
Er zählte zu den Mitbegründern der Eisernen Front und schrieb für diese ein Kampflied.